# Piąty rząd Helmuta Kohla
Piąty rząd Helmuta Kohla – koalicyjny gabinet rządzący Niemcami od 17 listopada 1994 do 26 października 1998 na skutek wygranych przez CDU/CSU wyborów parlamentarnych w 1994.
| Funkcja                                                               | Imię i nazwisko                                                                                       | Partia  |
| --------------------------------------------------------------------- | --- | ------- |
| Kanclerz                                                              | Helmut Kohl                                                                                           | CDU     |
| Wicekanclerz                                                          | Klaus Kinkel                                                                                          | FDP     |
| Minister spraw zagranicznych                                          | Klaus Kinkel                                                                                          | FDP     |
| Minister spraw wewnętrznych                                           | Manfred Kanther                                                                                       | CDU     |
| Minister sprawiedliwości                                              | Sabine Leutheusser-Schnarrenberger (do 17 stycznia 1996) Edzard Schmidt-Jortzig (od 17 stycznia 1996) | FDP     |
| Minister finansów                                                     | Theo Waigel                                                                                           | CSU     |
| Minister gospodarki i technologii                                     | Günter Rexrodt                                                                                        | FDP     |
| Minister rolnictwa, żywności i leśnictwa                              | Jochen Borchert                                                                                       | CDU     |
| Minister pracy i polityki społecznej                                  | Norbert Blüm                                                                                          | CDU     |
| Minister obrony                                                       | Volker Rühe                                                                                           | CDU     |
| Minister ds. rodziny, osób starszych, kobiet i młodzieży              | Claudia Nolte                                                                                         | CDU     |
| Minister zdrowia                                                      | Horst Seehofer                                                                                        | CSU     |
| Minister transportu                                                   | Matthias Wissmann                                                                                     | CDU     |
| Minister środowiska, ochrony przyrody i bezpieczeństwa jądrowego      | Angela Merkel                                                                                         | CDU     |
| Minister poczty i telekomunikacji                                     | Wolfgang Bötsch (do 31 grudnia 1997)                                                                  | CSU     |
| Minister zagospodarowania przestrzennego, budownictwa i rozwoju miast | Klaus Töpfer (do 14 stycznia 1998) Eduard Oswald (od 14 stycznia 1998)                                | CDU CSU |
| Minister oświaty i badań naukowych                                    | Jürgen Rüttgers                                                                                       | CDU     |
| Minister ds. współpracy gospodarczej i rozwoju                        | Carl-Dieter Spranger                                                                                  | CSU     |
| Minister ds. zadań specjalnych, szef Urzędu Kanclerza Federalnego     | Friedrich Bohl                                                                                        | CDU     |